# Dendrobium lancilabium
Dendrobium lancilabium là một loài thực vật có hoa trong họ Lan. Loài này được J.J.Sm. mô tả khoa học đầu tiên năm 1934.